# Kanton Poncin
Poncin is een voormalig kanton van het Franse departement Ain. Het kanton maakte deel uit van het arrondissement Nantua. Het werd opgeheven bij decreet van 13 februari 2014, met uitwerking op 22 maart 2015. Alle gemeenten werden toegevoegd aan het kanton Pont-d'Ain.

## Gemeenten
Het kanton Poncin omvatte de volgende gemeenten:
- Boyeux-Saint-Jérôme
- Cerdon
- Challes-la-Montagne
- Jujurieux
- Labalme
- Mérignat
- Poncin (hoofdplaats)
- Saint-Alban
- Saint-Jean-le-Vieux